# Francesco Carrara
Francesco Carrara (Ghisalba, 1º de novembro de 1716 - Roma, 26 de março de 1793) foi um cardeal do século XVIII e XIX

## Nascimento
Nasceu em Ghisalba em 1º de novembro de 1716, a poucos quilômetros de Bérgamo. De uma família nobre e conspícua. Filho do Conde Carlo Carrara e Ana Maria Passi. Seu irmão Giacomo foi o fundador da Accademia Carrara de Bergamo.

## Educação
Estudos iniciais em letras e filosofia no Jesuíta Collegio della Misericordia , Bérgamo; depois, frequentou a Universidade de Pádua, onde obteve o doutorado em direito; por fim, foi para o Collegio Cerasoli , em Roma, recentemente inaugurado, para estudar teologia; além disso, frequentou a Università degli studi , Roma; ele também estudou história eclesiástica e língua e literatura gregas.

## Juventude
Permaneceu em Roma, provavelmente incitado por Monsenhor Giuseppe Alessandro Furietti, protetor dos jovens estudantes de Bérgamo, e ingressou na prelatura romana. Referendário dos Tribunais da Assinatura Apostólica de Justiça e de Graça, 1745 (2) . Auditor da nunciatura de Florença. Prelado doméstico de Sua Santidade Bento XIV. Em 1749, pronunciou, na basílica patriarcal do Vaticano, o discurso De apostolica Sancti Petri cathedra (Romae 1749) em homenagem ao Papa Bento XIV. Nomeado prelado da SC da Fábrica de São Pedro, março de 1756; ocupou o cargo até 1780. Em 1757, foi nomeado prelado adjunto no SC do Concílio Tridentino para a recepção e exame das relações do estado de suas igrejas que abades e ordinários apresentam quando realizam a visita ad limina. Em 1758, pronunciou no Campidoglio a oração Delle lodi delle belle arti (Roma 1758), na qual manifestou a sua predileção pela fé pura dos primeiros cristãos. Auditor civil do auditor geral da Câmara Apostólica, setembro de 1759 a 1767. Auditor do Tribunal da Assinatura Apostólica de Justiça, novembro de 1762; e tenente civil e juiz do mesmo tribunal, 1768 a 1770.Comendador de Ss. Filippo e Giacomo di Bergamo, fevereiro de 1764. Consultor do SC do Índice e examinador dos Cânones Sagrados até o final de 1780. Segundo-tenente civil do auditor da Câmara Apostólica, outubro de 1767. Secretário do SC do Conselho Tridentino, Abril de 1775.

## Ordens sagradas
Recebeu o subdiaconado em 23 de março de 1776. Em 1779, apresentou ao papa sua dissertação sobre La caduta del Velino nella Nera (Roma 1779).

## Cardinalato
Criado cardeal sacerdote no consistório de 14 de fevereiro de 1785; recebeu o chapéu vermelho em 17 de fevereiro de 1785; e o título de S. Girolamo degli Schiavoni, 11 de abril de 1785. Atribuído à SS. CC. do Concílio Tridentino, Propaganda Fide, Bispos e Regulares e Índice. Protetor da igreja e nação bergamesa em Roma; e dos hospitais de Narni, Perugia, Viterbo e Spoleto. Ele era um homem de ortodoxia intransigente e de antijansenismo decisivo. Em 1789, estava entre os cardeais nomeados pelo papa para supervisionar o trabalho da congregação que examinou as Atas do Sínodo de Pistoia (3). Camerlengo do Sagrado Colégio dos Cardeais, 29 de março de 1790 até 11 de abril de 1791. Optou pelo título de S. Silvestro in Capite, 11 de abril de 1791. Era conhecido pela simplicidade de sua vida e costumes e por sua preocupação e assistência para os pobres.

## Morte
Morreu em Roma em 26 de março de 1793. No dia 2 de abril seu corpo foi trasladado para a igreja de S. Silvestro em Capite, Roma, onde ocorreu o funeral no dia 3 de abril; enterrado naquela mesma igreja após o funeral.